# LEG Immobilien
LEG Immobilien SE (нім. Landesentwicklungsgesellschaft) — німецька ріелторська компанія. З 2013 р. є складовою фондового індексу MDAX німецьких компаній з середньою капіталізацією.
Компанія була заснована у 1970 через злиття неприбуткових житлових компаній в землі Північний Рейн-Вестфалія та належала державі. Пізніше вона була приватизована і в даний час[коли?] працює як Societas Europaea (акціонерне товариство). Штаб-квартира розташована в Дюссельдорфі, столиці землі Північний Рейн-Вестфалія.
Станом на 2016 рік компанія налічувала близько 1000 співробітників і володіла близько 130 000 квартир і об'єктів нерухомості. Пропозиція поглинання з боку компанії Deutsche Wohnen провалилася у 2015 році
У серпні 2020 року компанія змінила юридичну форму з Aktiengesellschaft на Societas Europaea.